# Vellozia angustifolia
Vellozia angustifolia är en enhjärtbladig växtart som beskrevs av Goethart och Johannes Jan Theodoor Henrard. Vellozia angustifolia ingår i släktet Vellozia och familjen Velloziaceae. Inga underarter finns listade.